# Markuskirche (Windhoek)
Die evangelisch-lutherische Markuskirche in  der namibischen Hauptstadt Windhoek ist eine der zwei Kirchen der deutschsprachigen Evangelisch-Lutherischen Kirche in Namibia (DELK) in der Stadt. Sie ist Teil des Gemeindezentrums in Windhoek-Central.
Heute (Stand 2020) finden in der Markuskirche vor allem der kunterbunt, ein Familien- und Kindergottesdienst, sowie Taufen statt.